# Norwegia na Zimowych Igrzyskach Olimpijskich 1960
Norwegię na Zimowych Igrzyskach Olimpijskich 1960 reprezentowało 29 zawodników: 25 mężczyzn i cztery kobiety. Był to ósmy start reprezentacji Norwegii na zimowych igrzyskach olimpijskich.

## Zdobyte medale
| Medal  | Zawodnik                                                         | Dyscyplina           | Konkurencja                 | Rezultat     |
| ------ | ---------------------------------------------------------------- | -------------------- | --------------------------- | ------------ |
| Złoto  | Håkon Brusveen                                                   | Biegi narciarskie    | bieg na 15 km mężczyzn      | 51:55,5      |
| Złoto  | Roald Aas                                                        | Łyżwiarstwo szybkie  | bieg na 1500 m mężczyzn     | 2:10,4       |
| Złoto  | Knut Johannesen                                                  | Łyżwiarstwo szybkie  | bieg na 10 000 m mężczyzn   | 15:46,6      |
| Srebro | Harald Grønningen, Hallgeir Brenden, Einar Østby, Håkon Brusveen | Biegi narciarskie    | sztafeta 4 × 10 km mężczyzn | 2:18:46,4    |
| Srebro | Tormod Knutsen                                                   | Kombinacja norweska  | indywidualnie               | 453,000 pkt. |
| Srebro | Knut Johannesen                                                  | Łyżwiarstwo figurowe | bieg na 5000 m mężczyzn     | 8:00,8       |

## Skład kadry

### Biathlon
Mężczyźni
| Zawodnik        | Konkurencja   | czas biegu | Kary | Łączny czas | Pozycja |
| --------------- | ------------- | ---------- | ---- | ----------- | ------- |
| Ola Wærhaug     | Bieg na 20 km | 1:36:35,8  | 2:00 | 1:38:35,8   | 7.      |
| Henry Hermansen | Bieg na 20 km | 1:34:20,1  | 8:00 | 1:42:20,1   | 10.     |
| Jon Istad       | Bieg na 20 km | 1:36:53,5  | 8:00 | 1:44:53,5   | 11.     |

### Biegi narciarskie
Mężczyźni
| Zawodnik                                                      | Konkurencja        | czas      | Pozycja |
| ------------------------------------------------------------- | ------------------ | --------- | ------- |
| Håkon Brusveen                                                | Bieg na 15 km      | 51:55,5   | złoto   |
| Einar Østby                                                   | Bieg na 15 km      | 52:18,0   | 4.      |
| Harald Grønningen                                             | Bieg na 15 km      | 53:02,2   | 11.     |
| Hallgeir Brenden                                              | Bieg na 15 km      | 53:10,3   | 12.     |
| Hallgeir Brenden                                              | Bieg na 30 km      | 1:55:19,8 | 9.      |
| Oddmund Jensen                                                | Bieg na 30 km      | 1:55:35,0 | 10.     |
| Magnar Lundemo                                                | Bieg na 30 km      | 1:58:46,8 | 16.     |
| Sverre Stensheim                                              | Bieg na 30 km      | 1:59:52,8 | 20.     |
| Hallgeir Brenden                                              | Bieg na 50 km      | 3:08:23,0 | 9.      |
| Sverre Stensheim                                              | Bieg na 50 km      | 3:08:51,5 | 10.     |
| Oddmund Jensen                                                | Bieg na 50 km      | 3:09:16,2 | 11.     |
| Harald Grønningen                                             | Bieg na 50 km      | 3:11:17,1 | 14.     |
| Harald Grønningen Hallgeir Brenden Einar Østby Håkon Brusveen | Sztafeta 4 × 10 km | 2:18:46,4 | srebro  |

### Kombinacja norweska
Mężczyźni
| Zawodnik         | Konkurencja   | Bieg narciarski | Bieg narciarski | Bieg narciarski | Skoki narciarskie | Skoki narciarskie | Skoki narciarskie | Skoki narciarskie | Skoki narciarskie | Skoki narciarskie | Skoki narciarskie | Skoki narciarskie | Łącznie | Pozycja |
| Zawodnik         | Konkurencja   | Czas biegu      | Pozycja         | Punkty          | Skok 1            | Nota              | Skok 2            | Nota              | Skok 3            | Nota              | Punkty            | Pozycja           | Łącznie | Pozycja |
| ---------------- | ------------- | --------------- | --------------- | --------------- | ----------------- | ----------------- | ----------------- | ----------------- | ----------------- | ----------------- | ----------------- | ----------------- | ------- | ------- |
| Tormod Knutsen   | Indywidualnie | 59:31,0         | 5.              | 236,000         | 61,5              | 107,0             | 64,5              | 104,5             | 67,0              | 110,0             | 217,0             | 4.                | 453,000 | srebro  |
| Arne Larsen      | Indywidualnie | 1:01:10,1       | 10.             | 229,613         | 57,0              | 99,0              | 67,0              | 109,0             | 64,5              | 106,0             | 215,0             | 5.                | 444,613 | 6.      |
| Sverre Stenersen | Indywidualnie | 1:00:24,0       | 8.              | 232,581         | 61,5              | 102,0             | 63,5              | 103,5             | 62,0              | 101,5             | 205,5             | 14.               | 438,081 | 7.      |
| Gunder Gundersen | Indywidualnie | 1:01:41,9       | 12.             | 227,548         | 58,0              | 101,0             | 61,5              | 100,5             | 63,0              | 104,5             | 205,5             | 14.               | 433,048 | 11.     |

### Łyżwiarstwo szybkie
Mężczyźni
| Zawodnik           | Konkurencja   | Konkurencja   | Konkurencja        | Konkurencja        | Konkurencja    | Konkurencja    | Konkurencja      | Konkurencja      |
| Zawodnik           | Bieg na 500 m | Bieg na 500 m | Bieg na 1500 m     | Bieg na 1500 m     | Bieg na 5000 m | Bieg na 5000 m | Bieg na 10 000 m | Bieg na 10 000 m |
| Zawodnik           | Czas          | Miejsce       | Czas               | Miejsce            | Czas           | Miejsce        | Czas             | Miejsce          |
| ------------------ | ------------- | ------------- | ------------------ | ------------------ | -------------- | -------------- | ---------------- | ---------------- |
| Alv Gjestvang      | 40,8          | 6.            |                    |                    |                |                |                  |                  |
| Hroar Elvenes      | 41,4          | 14.           | 2:24,9             | 39.                |                |                |                  |                  |
| Knut Johannesen    | 42,3          | 20.           | 2:14,5             | 11.                | 8:00,8         | srebro         | 15:46,6          | złoto            |
| Nils Aaness        | 42,5          | 24.           | Nie ukończył biegu | Nie ukończył biegu |                |                |                  |                  |
| Roald Aas          |               |               | 2:10,4             | złoto              | 8:30,1         | 25.            | 17:26,8          | 23.              |
| Torstein Seiersten |               |               |                    |                    | 8:05,3         | 4.             | 16:33,4          | 6.               |

### Narciarstwo alpejskie
Mężczyźni
| Zawodnik         | Konkurencja | Konkurencja | Konkurencja   | Konkurencja   | Konkurencja         | Konkurencja         | Konkurencja      | Konkurencja      |
| Zawodnik         | Zjazd       | Zjazd       | Slalom gigant | Slalom gigant | Slalom specjalny    | Slalom specjalny    | Slalom specjalny | Slalom specjalny |
| Zawodnik         | Czas        | Pozycja     | Czas          | Pozycje       | Czas 1-go przejazdu | Czas 2-go przejazdu | Czas łączny      | Pozycja          |
| ---------------- | ----------- | ----------- | ------------- | ------------- | ------------------- | ------------------- | ---------------- | ---------------- |
| Oddvar Rønnestad | 2:15,4      | 20.         | 2:23,3        | 51.           | 1:18,8              | 1:04,5              | 2:23,3           | 14.              |

Kobiety
| Zawodniczka            | Konkurencja | Konkurencja | Konkurencja     | Konkurencja     | Konkurencja         | Konkurencja               | Konkurencja               | Konkurencja               |
| Zawodniczka            | Zjazd       | Zjazd       | Slalom gigant   | Slalom gigant   | Slalom specjalny    | Slalom specjalny          | Slalom specjalny          | Slalom specjalny          |
| Zawodniczka            | Czas        | Pozycja     | Czas            | Pozycja         | Czas 1-go przejazdu | Czas 2-go przejazdu       | Czas łączny               | Pozycja                   |
| ---------------------- | ----------- | ----------- | --------------- | --------------- | ------------------- | ------------------------- | ------------------------- | ------------------------- |
| Marit Haraldsen        | 1:42,9      | 12.         | Dyskwalifikacja | Dyskwalifikacja | 59,8                | 1:00,0                    | 1:59,8                    | 11.                       |
| Liv Jagge-Christiansen | 1:51,2      | 30.         | 1:46,4          | 24.             | Dyskwalifikacja     | Nie ukończyła konkurencji | Nie ukończyła konkurencji | Nie ukończyła konkurencji |
| Astrid Sandvik         | 2:02,9      | 37.         | 1:45,4          | 19.             | 58,1                | 1:31,3                    | 2:29,4                    | 36.                       |
| Inger Bjørnbakken      |             |             | 1:45,5          | 20.             | 57,3                | 1:05,2                    | 2:02,5                    | 14.                       |

### Skoki narciarskie
Mężczyźni
| Skoczek           | Skok 1    | Skok 1 | Skok 2    | Skok 2 | Nota  | Pozycja |
| Skoczek           | odległość | Nota   | odległość | Nota   | Nota  | Pozycja |
| ----------------- | --------- | ------ | --------- | ------ | ----- | ------- |
| Torbjørn Yggeseth | 88,5      | 106,6  | 82,5      | 109,5  | 216,1 | 5.      |
| Halvor Næs        | 86,0      | 103,1  | 81,5      | 106,7  | 209,8 | 11.     |
| Kåre Berg         | 83,0      | 100,7  | 81,5      | 106,7  | 207,4 | 13.     |
| Ole Tom Nord      | 81,0      | 94,6   | 82,0      | 105,6  | 200,2 | 23.     |